# كالوم كولفين
كالوم كولفين (بالإنجليزية: Calum Colvin)‏ هو فنان ومصور بريطاني، ولد في 26 أكتوبر 1961 في غلاسكو في المملكة المتحدة.